# Dương Văn Nội
Dương Văn Nội (sinh năm 1932, mất ngày 12 tháng 4 năm 1947) quê ở Duy Tiên, Hà Nam nhưng gia đình chuyển ra Hà Nội sống. Anh được chính phủ Việt Nam phong tặng danh hiệu Anh hùng lực lượng vũ trang nhân dân năm 1997 , là lính trẻ em trong chiến tranh Đông Dương và người đầu tiên được trao tặng Huân chương Quân công hạng Ba.
Bố mẹ anh làm nghề bốc vác ở ga Hà Nội. Chứng kiến cảnh đánh đập, khủng bố dã man của phát xít Nhật đối với Đồng Bào ở nhà dầu Shell Khâm Thiên, Nội quyết định tham gia cách mạng để tham gia diệt phát xít Nhật, đánh đuổi thực dân Pháp. Sau Cách mạng tháng Tám, anh gia nhập Đội Thiếu niên cứu quốc Thủ đô, làm liên lạc cho đại đội tự vệ Thăng Long.
Ngày 12/4/1947, Pháp mở trận càn lớn vào nơi đóng quân của Dương Văn Nội.Anh đã dùng súng trường giết 3 tên lính Pháp và hi sinh. Khi đó anh vừa sang tuổi 15. Đội Thiếu niên Tiền phong Hồ Chí Minh đã coi Dương Văn Nội là một tấm gương cần phổ biến để thiếu niên học tập.

## Danh hiệu truy tặng
Ngày 23 tháng 7 năm 1997, Dương Văn Nội đã được Đảng và Nhà nước truy tặng anh hùng lực lượng vũ trang nhân dân  và Huân chương chiến công hạng Ba.

## Âm nhạc
Nhạc sĩ Phong Nhã đã viết nên ca khúc từ tấm gương thiếu niên dũng cảm hy sinh: Anh Dương Văn Nội/Mười lăm xuân xanh/Mà từng chiến đấu/Xông pha tung hoành.. 